# Fermín Aldeguer
Fermín Aldeguer Mengual (Murcia, 5 aprile 2005) è un pilota motociclistico spagnolo.

## Carriera

### Gli inizi
Aldeguer si affaccia al mondo delle competizioni a sei anni, vincendo nel 2014 il suo primo titolo nella coppa Levante MiniGP 110 e, nello stesso anno, partecipa alla Cuna de Campeones. Due anni dopo è campione della Copa Levante e del Regional Murciano sia nella categoria MiniGP 140 che nella MaxiGP 220 XL. Nel 2017 vince la Cuna de Campeones PreMoto4 e la Copa Levante e Regional Murciano PreMoto4 che gli vale il salto nella European Talent Cup. Alla sua prima stagione ottiene due podi e il decimo posto in classifica generale, mentre l'anno successivo centra cinque podi e termina al terzo posto in classifica. Nel 2020 partecipa al campionato Europeo Moto2, correndo con una Yamaha R6. A fine anno risulta essere il miglior pilota equipaggiato con moto derivate di serie e conquista il titolo nella categoria Superstock 600.

### CEV Moto2 e MotoE
L'anno successivo partecipa allo stesso campionato, in sella alla Boscoscuro B-21 del team Ciatti, con cui si laurea campione europeo Moto2 con una gara d'anticipo. Nello stesso anno debutta nel motomondiale nella classe MotoE, correndo nel team Openbank Aspar con compagna di squadra María Herrera. Prende inoltre parte, in seno al team Speed Up, al Gran Premio d'Italia e di Germania nella classe Moto2, in sostituzione dell'infortunato Yari Montella; ne prende il posto anche in Gran Bretagna e Aragona, per poi sostituirlo definitivamente a partire dal Gran Premio delle Americhe. In occasione del Gran Premio d'Austria ottiene la sua prima pole position in MotoE e la prima nel contesto del motomondiale. In MotoE ottiene il nono posto finale con 51 punti, in Moto2 totalizza 13 punti.

### Moto2

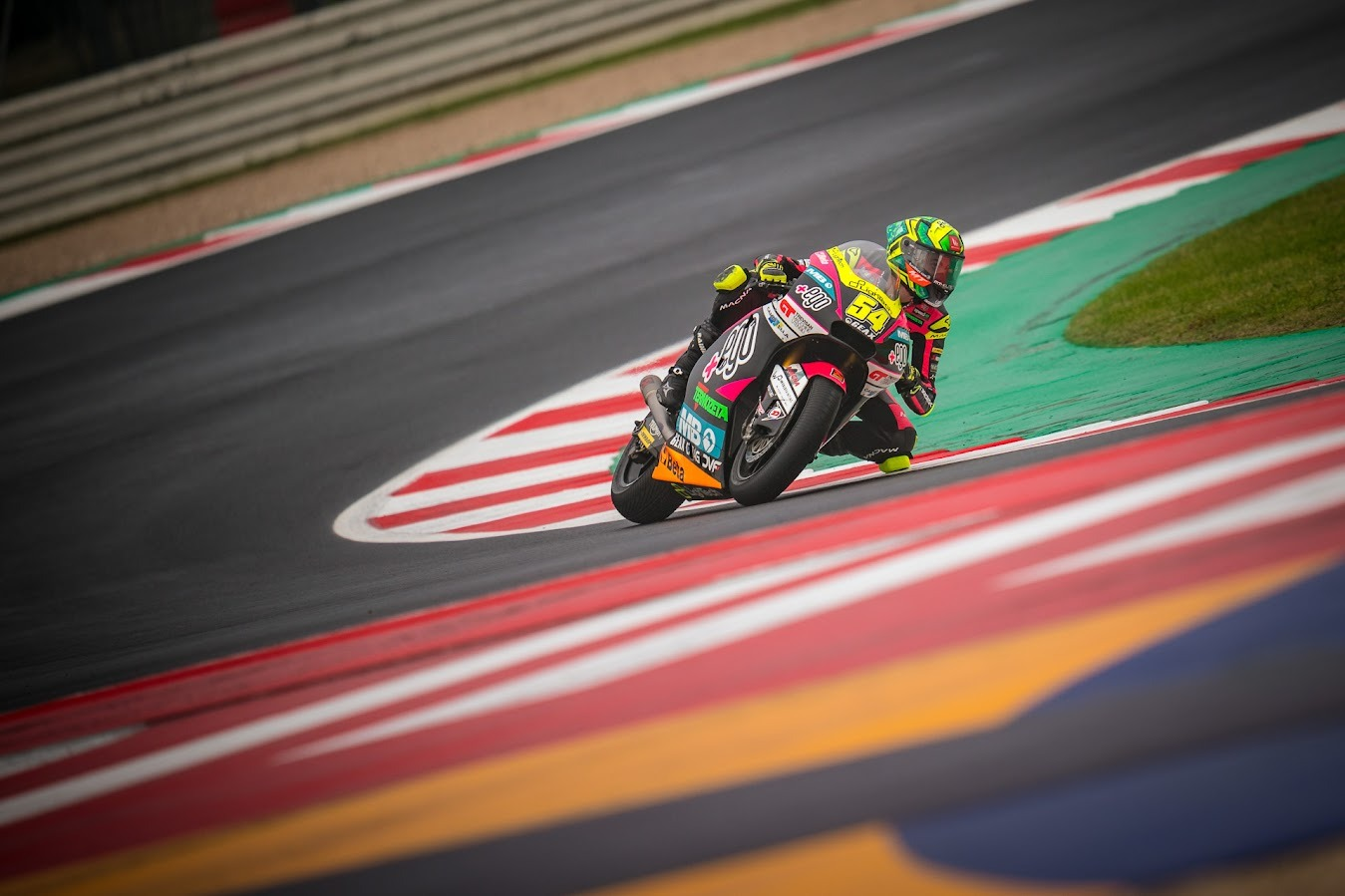
Aldeguer, in sella alla Boscoscuro al Gran Premio dell'Emilia Romagna nel 2021.

Nel 2022 continua a partecipare al campionato del mondo Moto2 in sella a una Boscoscuro B-22 del team Speed Up. Il compagni di squadra sono Romano Fenati prima e Alonso López fino a fine stagione. Ottiene due pole positionː in Argentina e Australia, chiude al quattordicesimo posto in classifica. Nel 2023 viene confermato in Boscoscuro, con il quale trova la prima vittoria ed il primo podio nel Motomondiale il 6 agosto nel Gran Premio di Gran Bretagna. Va a podio anche in Indonesia e Australia con due terzi posti, per poi finire la stagione con un Poker di vittorieː in Thailandia, Malesia, Qatar e Valencia che gli consentono di finire terzo in classifica generale con 212 punti.
Dopo il finale in crescendo dell'annata conclusa, nel 2024 Aldeguer è tra i pretendenti naturali per il titolo. Purtroppo, alcune intemperanze in gara lo portano a ricevere sanzioni e penalità che gli fanno perdere delle vittorie già quasi certe. Termina quindi il campionato, prima del passaggio in MotoGP, in quinta posizione.

### MotoGP
Nel marzo 2024, Fermín ha annunciato che correrà in MotoGP a partire dalla stagione 2025, in sella alla Ducati. A fine agosto viene ufficializzata l'entrata del giovane spagnolo nel team Gresini Racing.

## Risultati nel motomondiale

### MotoE
| 2021 | Classe | Moto     |     |    |   |   |   |   |   |  | Punti | Pos. |
| ---- | ------ | -------- | --- | -- | - | - | - | - | - |  | ----- | ---- |
| 2021 | MotoE  | Energica | Rit | 15 | 6 | 7 | 4 | 7 | 7 |  | 51    | 9º   |

| Legenda | 1º posto        | 2º posto            | 3º posto            | A punti      | Senza punti        | Grassetto – Pole position Corsivo – Giro più veloce |
| Legenda | Gara non valida | Non qual./Non part. | Ritirato/Non class. | Squalificato | '-' Dato non disp. | Grassetto – Pole position Corsivo – Giro più veloce |

### Moto2
| 2021 | Classe | Moto       |  |  |  |  |  |    |  |     |  |  |  |    |   |  |    |    |    |    |  |  | Punti | Pos. |
| ---- | ------ | ---------- |  |  |  |  |  | -- |  | --- |  |  |  | -- | - |  | -- | -- | -- | -- |  |  | ----- | ---- |
| 2021 | Moto2  | Boscoscuro |  |  |  |  |  | 12 |  | Rit |  |  |  | 16 | 7 |  | 21 | 16 | 16 | 17 |  |  | 13    | 25º  |

| 2022 | Classe | Moto       |    |   |     |     |   |     |     |    |    |   |    |    |     |     |   |     |     |   |    |   | Punti | Pos. |
| ---- | ------ | ---------- | -- | - | --- | --- | - | --- | --- | -- | -- | - | -- | -- | --- | --- | - | --- | --- | - | -- | - | ----- | ---- |
| 2022 | Moto2  | Boscoscuro | 16 | 7 | Rit | Rit | 7 | Rit | Rit | 14 | 15 | 5 | 11 | 15 | Rit | Rit | 6 | Rit | Rit | 4 | 10 | 4 | 80    | 15º  |

| 2023 | Classe | Moto       |    |    |   |    |   |     |   |   |   |   |    |     |    |    |   |   |   |   |   |   | Punti | Pos. |
| ---- | ------ | ---------- | -- | -- | - | -- | - | --- | - | - | - | - | -- | --- | -- | -- | - | - | - | - | - | - | ----- | ---- |
| 2023 | Moto2  | Boscoscuro | 13 | 15 | 6 | 10 | 8 | Rit | 8 | 4 | 1 | 9 | 13 | Rit | 12 | 22 | 3 | 3 | 1 | 1 | 1 | 1 | 212   | 3º   |

| 2024 | Classe | Moto       |    |   |   |   |   |     |     |   |   |    |    |     |   |   |   |    |   |     |     |   | Punti | Pos. |
| ---- | ------ | ---------- | -- | - | - | - | - | --- | --- | - | - | -- | -- | --- | - | - | - | -- | - | --- | --- | - | ----- | ---- |
| 2024 | Moto2  | Boscoscuro | 16 | 4 | 3 | 1 | 7 | Rit | Rit | 2 | 1 | 12 | 20 | Rit | 6 | 5 | 4 | 12 | 1 | Rit | Inf | 9 | 182   | 5º   |

| Legenda | 1º posto        | 2º posto            | 3º posto            | A punti      | Senza punti        | Grassetto – Pole position Corsivo – Giro più veloce |
| Legenda | Gara non valida | Non qual./Non part. | Ritirato/Non class. | Squalificato | '-' Dato non disp. | Grassetto – Pole position Corsivo – Giro più veloce |

### MotoGP
| 2025 | Classe | Moto   |    |    |     |    |      |   |   |    |     |      |   |    |    |  |  |  |  |  |  |  |  |  | Punti | Pos. |
| ---- | ------ | ------ | -- | -- | --- | -- | ---- | - | - | -- | --- | ---- | - | -- | -- |  |  |  |  |  |  |  |  |  | ----- | ---- |
| 2025 | MotoGP | Ducati | 13 | 16 | Rit | 54 | Rit5 | 3 | 8 | 63 | 129 | Rit7 | 5 | 11 | 26 |  |  |  |  |  |  |  |  |  | 121   |      |

| Legenda | 1º posto        | 2º posto            | 3º posto            | A punti      | Senza punti        | Grassetto – Pole position Corsivo – Giro più veloce |
| Legenda | Gara non valida | Non qual./Non part. | Ritirato/Non class. | Squalificato | '-' Dato non disp. | Grassetto – Pole position Corsivo – Giro più veloce |